# Vállöv

A felső végtag függesztőöve (cingulum membri superiores) hétköznapi nevén a vállöv. Ez tartja meg, függeszti fel a felső végtag szabad csontjait. Itt található a test legexponáltabb csontja, a kulcscsont (clavicula), amely a mellkas felső részén helyezkedik el, jellegzetes S alakú, páros csont, amit csak egy vékony bőrréteg takar. A legtöbb kulcscsonttörést az autókban levő biztonsági öv okozza ütközéskor. A kulcscsont és a szegycsont (sternum) találkozásánál tapad a fejbiccentő izom (musculus sternocleidomastoideus). A felső végtag függesztőövéhez tartozik a lapocka (scapula). Ez háti oldalon található, háromszög alakú páros, lapos csont. A felső végtag (kar) a vállízületben (articulatio glenohumeralis) csatlakozik a lapockához (scapula), azaz a vállövhöz. A vállöv saját mozgásai (a vállizület nélkül) a kulcscsont két végén lévő ízület (articulatio sternoclavicularis és articulatio acromioclavicularis), valamint a lapockának a mellkason történő elmozdulásának kombinációja ill összeadódása.